# USS LST-787
O USS LST-787 foi um navio de guerra norte-americano da classe LST que operou durante a Segunda Guerra Mundial.